# Ducati Monster 696

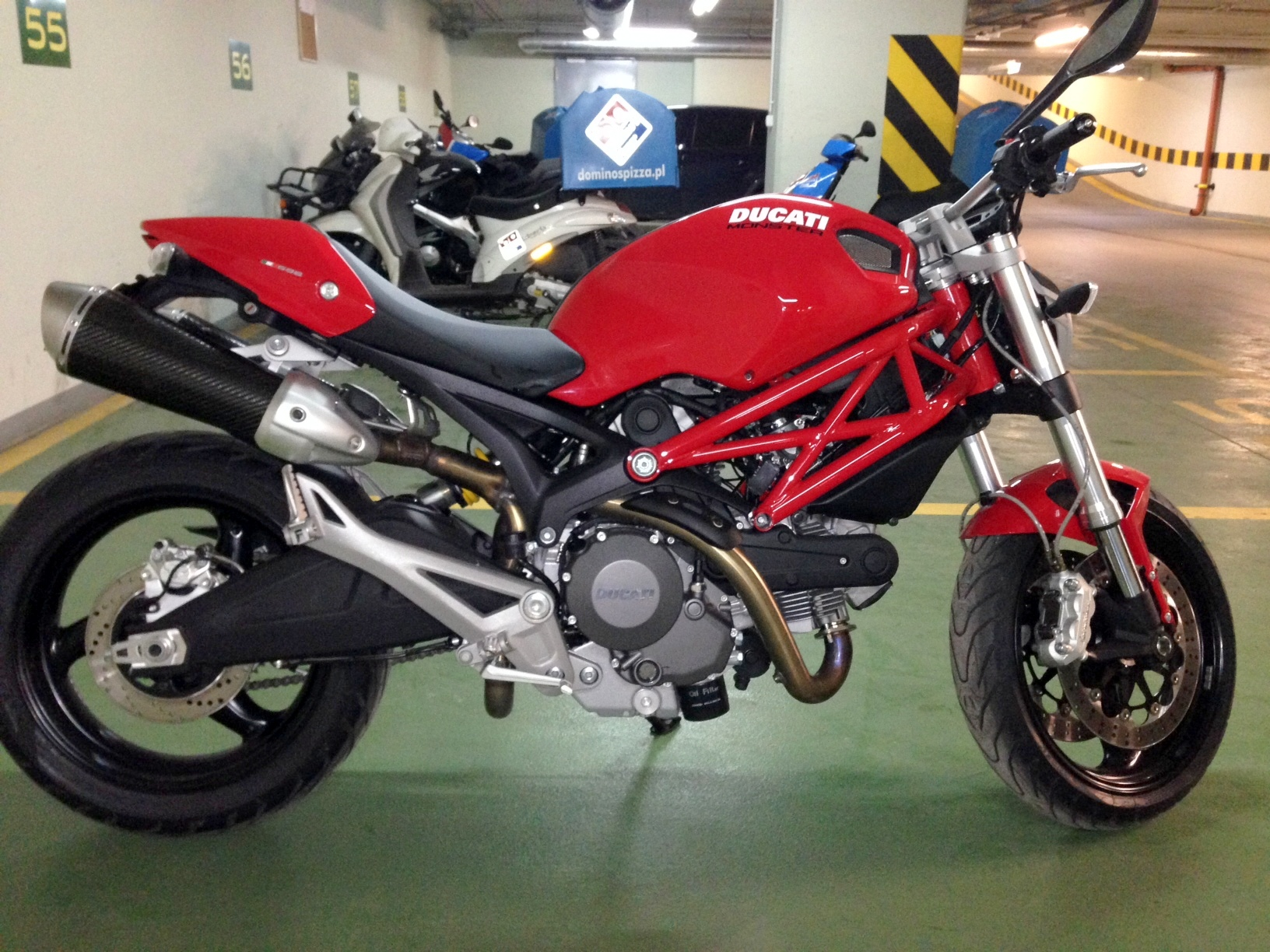
Ducati Monster 696+ z akcesoryjnym wydechem

Ducati Monster 696 – włoski motocykl typu naked bike produkowany przez Ducati od 2008 roku. Motocykl ten reprezentuje nową generację rodziny Monsterów.

## Dane techniczne/Osiągi
Silnik: 2-cylindrowy w ukł. L, 2 zawory na cylinder, rozrząd Desmodromiczny, chłodzony powietrzem
Pojemność silnika: 696 cm³
Średnica/skok tłoka: 88×57,2mm
Moc maksymalna: 80KM (58,8kW) przy 9000 obr./min
Maksymalny moment obrotowy: 69 Nm/7750 obr./min
Waga “na sucho”: 161 kg (163kg wersja z ABS)
Prędkość maksymalna: 210 km/h
Przyspieszenie 0–100 km/h: 4,2 s